# Heidi (nome)
Heidi è un nome proprio di persona femminile proprio di diverse lingue, fra le quali tedesco, svedese, danese, norvegese, finlandese e inglese.

## Varianti
- Tedesco: Heida[1]

## Origine e diffusione

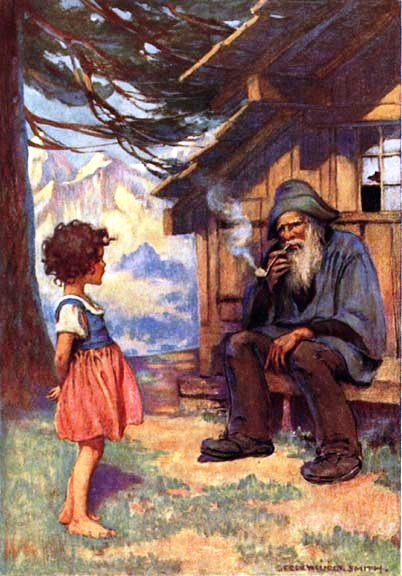
Heidi e il suo nonno in un'illustrazione di Jessie Willcox Smith

Si tratta di una forma abbreviata di origine tedesca del nome Adelheid (l'italiano Adelaide); in rari casi, può derivare anche da altri nomi, come Heidrun, Heidelinde, Heidelore o Heidemarie.
Il nome è piuttosto noto per essere quello della protagonista del celebre romanzo di Johanna Spyri Heidi, da cui sono state tratte diverse opere fra televisione e cinema; l'uso in inglese (ma anche un suo generale aumento di diffusione) è dovuto proprio ad una di queste, il film del 1937 Zoccoletti olandesi, dove la bambina è interpretata da Shirley Temple.

## Onomastico
L'onomastico si festeggia lo stesso giorno del nome Adelaide, da cui è derivato.

## Persone

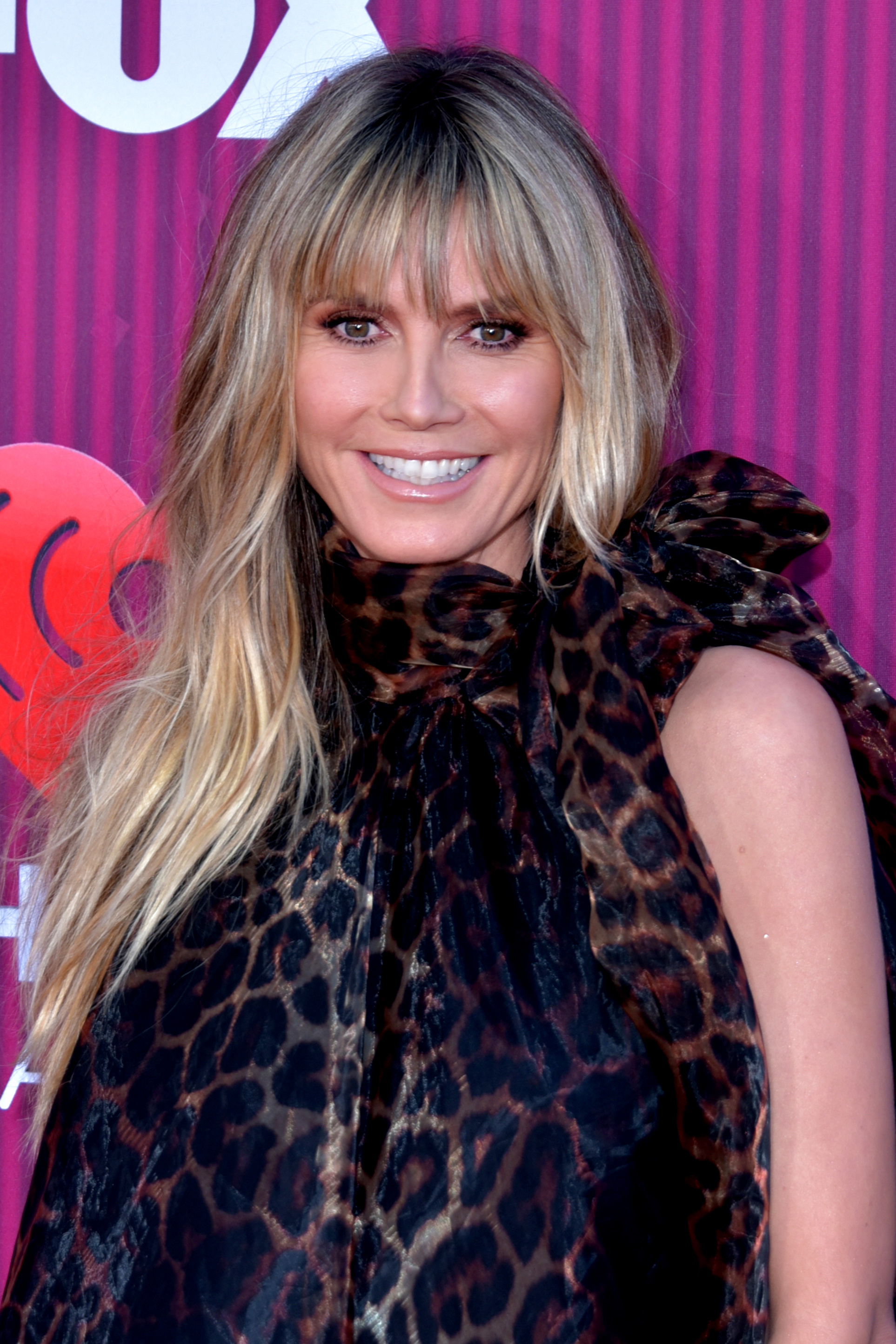
Heidi Klum

- Heidi Albertsen, supermodella danese
- Heidi Brühl, cantante e attrice tedesca
- Heidi El Tabakh, tennista egiziana naturalizzata canadese
- Heidi Hautala, politica finlandese
- Heidi Heitkamp, politica e avvocato statunitense
- Heidi Klum, supermodella, stilista e conduttrice televisiva tedesca naturalizzata statunitense
- Heidi Krieger, nome alla nascita di Andreas Krieger, atleta tedesco
- Heidi Hudson Leick, attrice statunitense
- Heidi Marnhout, attrice statunitense
- Heidi Montag, personaggio televisivo, attrice e cantante statunitense
- Heidi Mount, modella statunitense
- Heidi Parviainen, cantante finlandese
- Heidi Range, cantautrice britannica
- Heidi Rohi, schermitrice estone
- Heidi Schmid, schermitrice tedesca
- Heidi Sorenson, modella e attrice canadese
- Heidi Wiesler, sciatrice alpina tedesca
- Heidi Zeller-Bähler, sciatrice alpina svizzera
- Heidi Zurbriggen, sciatrice alpina svizzera

## Il nome nelle arti
- Heidi è la protagonista dell'omonimo romanzo della scrittrice svizzera Johanna Spyri, pubblicato nel 1880 e incentrato sulla avventure di una pastorella orfana. Il libro, che riscosse un grande successo, ha visto numerose trasposizioni ed ha avuto due seguiti, Heidi cresce e I bambini di Heidi, ad opera però dell'inglese Charles Tritten, ed è stato adattato in diverse opere televisive e cinematografiche, fra cui il film del 1937 Zoccoletti olandesi e l'anime giapponese Heidi.
- Heidi è un personaggio della serie di romanzi e film Twilight, creata da Stephenie Meyer.
- Heidi Turner è un personaggio della serie South Park

## Toponimi
- 2521 Heidi è un asteroide del sistema solare, che prende il nome dal personaggio creato da Johanna Spyri.